# آلبرت هاچینسون
آلبرت هاچینسون (انگلیسی: Albert Hutchinson; ۳۰ سپتامبر ۱۹۱۰ – مه ۱۹۷۴ (aged 63)) بازیکن فوتبال اهل بریتانیا بود.
از باشگاه‌هایی که در آن بازی کرده‌است می‌توان به باشگاه فوتبال لوتون تاون، باشگاه فوتبال تورکی یونایتد، و باشگاه فوتبال باکستون اشاره کرد.